# Tarō Yamamoto
Ne pas confondre avec le peintre Taro Yamamoto (en) (1919-1994).
Tarō Yamamoto (山本 太郎, Yamamoto Tarō), né le 24 novembre 1974 dans la ville de Takarazuka (préfecture de Hyōgo), est un acteur, tarento et homme politique japonais, membre et fondateur du Parti Reiwa Shinsengumi.

## Untarento
Très médiatisé et bénéficiant d'une forte popularité auprès d'un public surtout jeune et féminin, il est devenu l'une des principales célébrités du cinéma et de la télévision des années 1990 et 2000. Repéré dans un show télévisé à 16 ans, il se fait surtout connaître dans Battle Royale, en 2000, où il joue le rôle de Kawada. Il est couronné en 2003 d'un Blue Ribbon award, l'équivalent japonais des césars, pour le meilleur second rôle dans Moon Child. 

## Engagement anti-nucléaire
Sa carrière artistique prend un tournant au lendemain de la triple catastrophe de mars 2011 (séisme, tsunami, accident nucléaire de Fukushima), quand Yamamoto prend position contre l'énergie nucléaire et plus particulièrement pour la protection des enfants de Fukushima contre les radiations. Il s'est d'abord exprimé sur les réseaux sociaux, ralliant sur Twitter[source insuffisante] jusqu'à 200 000 abonnés[réf. nécessaire] en 2013. En quelques semaines, il est devenu l'une des figures de proue des manifestations antiatome. 

## Engagement politique

### 46eélections à la Chambre des représentants en 2012
Après avoir été renvoyé[source insuffisante] par son agence télévisuelle, il se présente aux élections législatives du 16 décembre 2012 dans le 8e district de Tokyo (c'est-à-dire l'arrondissement spécial de Suginami). Pour porter sa campagne, il crée le 1er décembre 2012 le « Nouveau parti : Seul pour le moment » (新党今はひとり, Shintō Ima wa hitori), qui est soutenu par le Parti social-démocrate (PSD) (car la loi japonaise impose au moins cinq parlementaires pour reconnaître un parti politique). Sur quatre candidats, il obtient le deuxième meilleur score avec 25,2 % des suffrages exprimés (71 028 voix). Il est battu par le député sortant et poids lourd du Parti libéral-démocrate (PLD, droite conservatrice libérale) Nobuteru Ishihara (46,9 %, 132 521 voix), mais arrive devant la candidate du parti majoritaire sortant, le Parti démocrate du Japon (PDJ, centre gauche social-libéral), l'ancienne élue de la chambre haute Yoriko Madoka (en) (19,4 %, 54 881 votes). 

### 23eélections à la Chambre des conseillers en 2013
Il se présente à nouveau lors du renouvellement de la moitié de la Chambre des conseillers, la chambre haute de la Diète du Japon, du 21 juillet 2013. Il refuse cette fois toute investiture de grands partis nationaux, et s'appuie sur de nombreux volontaires recrutés dans tout le Japon par le biais de ses abonnés sur Twitter, ainsi que sur l'expérience de vétérans des campagnes électorales. Il mène une campagne active sur internet, en mettant toujours l'accent sur l'opposition au nucléaire. Sur cinq sièges à pourvoir, il est élu en quatrième position au vote unique non transférable à Tokyo, avec 11,4 % des suffrages exprimés (666 684 voix). Après sa victoire, en référence au nom de son mouvement, il déclare : « Je ne suis plus seul désormais ».
Le 31 octobre 2013 Tarō Yamamoto a été désapprouvé par certains commentateurs et hommes politiques pour avoir publiquement remis en mains propres à l'empereur Akihito une lettre concernant la santé des enfants de la région de Fukushima. Il s'agit d'une infraction au protocole car, depuis 1945, l'empereur n'est pas censé se mêler de politique ni être utilisé à des fins partisanes. À la suite de cet incident, l'accès aux cérémonies où la famille impériale est présente lui a été interdit jusqu'en 2019,.
Il rejoint le Parti libéral en 2014, qui est alors renommé « Parti de la vie du peuple, Tarō Yamamoto et compagnie ».

### Fondation du parti politiqueReiwa Shinsengumien 2019
Le 10 avril 2019, il fonde le parti Reiwa Shinsengumi en proposant une série de mesures politiques urgentes - suppression de la taxe à la consommation; droit au logement à loyer abordable en rénovant des logements/lotissements inoccupés; dispense de la bourse (prêt avec intérêts) d'études; instauration du salaire minimum national à 1500 yens; augmentation du nombre de fonctionnaires plus particulièrement les travailleurs dans les secteurs de soins, de puériculture, d'aide aux personnes en situation de handicap, de décontamination nucléaire; soutien aux revenus des travailleurs dans le secteur primaire; création de l'agence nationale contre les catastrophes naturelles, etc. 

Pour financer ces mesures, le parti propose, entre autres, de rendre plus progressifs les taux marginaux d'imposition, d'instaurer une progressivité à l'impôt des sociétés (au lieu de taux forfaitaire), et d'émettre les nouvelles obligations d'État. 

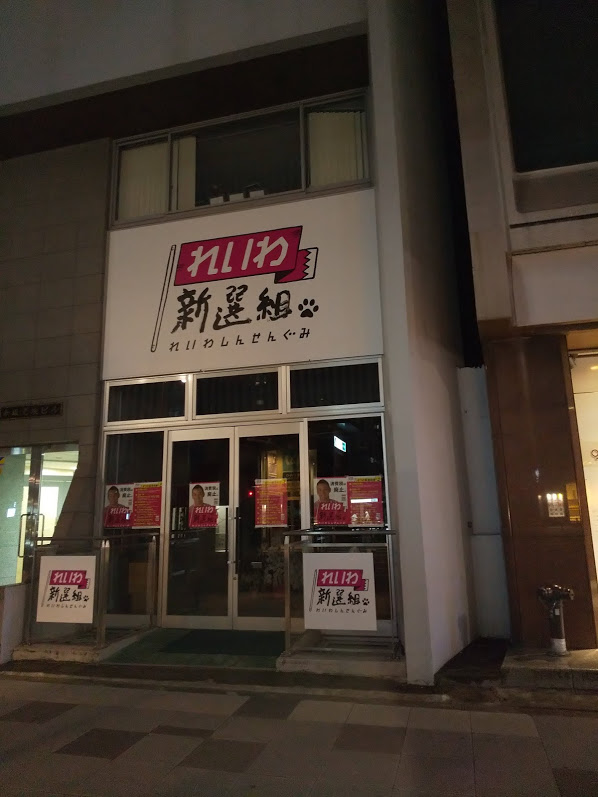
Bureau de Reiwa Shinsengumi à Tokyo

### 25eélections à la Chambre des conseillers en 2019
Le parti a présenté dix candidats aux élections de la Chambre des conseillers en juillet 2019. Yamamoto n'a pas réussi à conserver son siège, mais deux des candidats, Yasuhiko Funago et Eiko Kimura, deux personnes en état de handicap lourd, ont remporté deux sièges à la représentation proportionnelle.  
Le parti a par ailleurs dépassé le seuil des 2% de votes, seuil permettant d'obtenir un statut légal et reconnu en tant que parti politique national.

### Candidature à la course du gouvernement de Tokyo en 2020

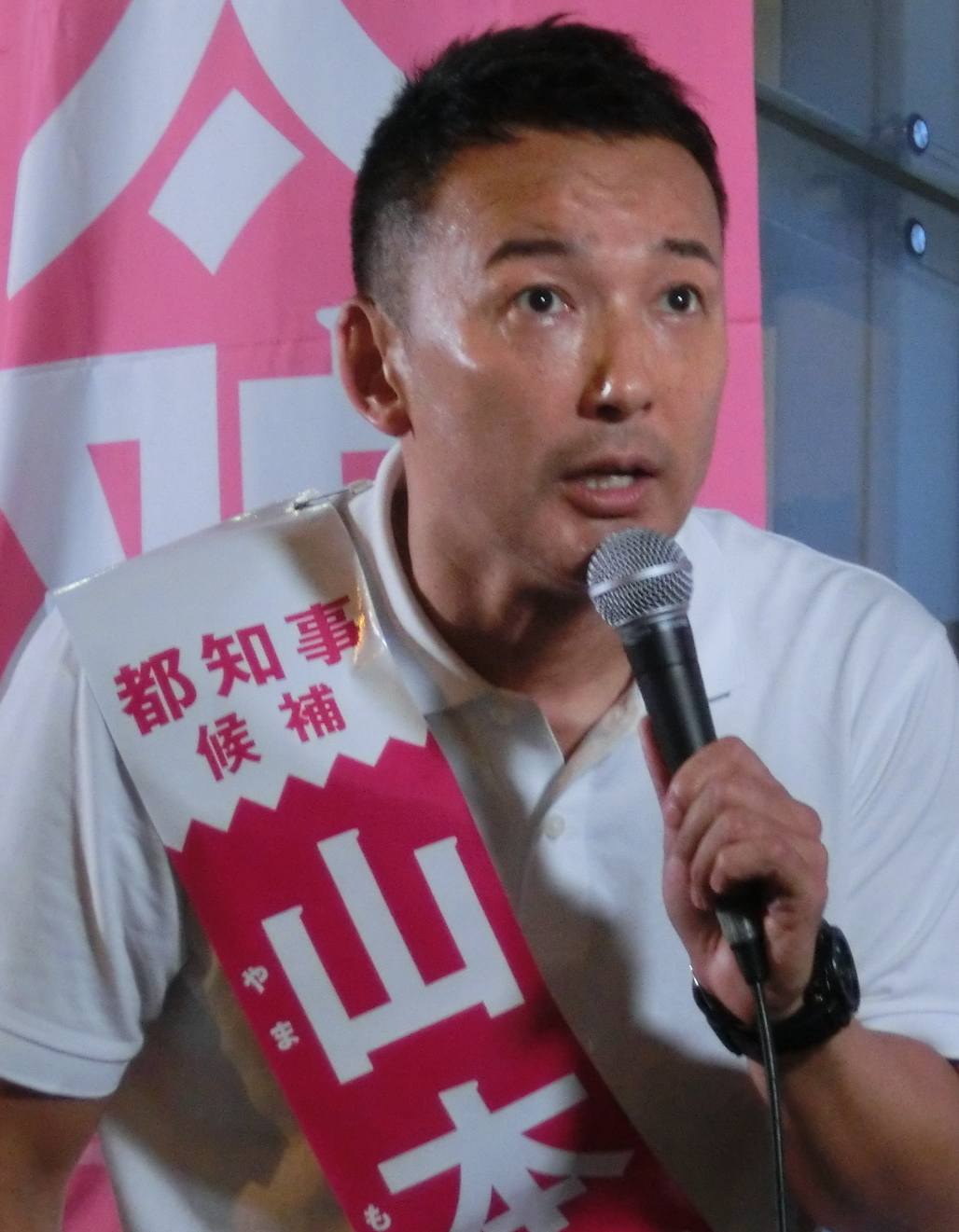
Tarō Yamamoto en juin 2020.

Taro Yamamoto annonce sa candidature en juin 2020 pour les élections présidentielles de Tokyo qui eut lieu en juillet. La campagne de Yamamoto comprenait un engagement à annuler les Jeux olympiques d'été de 2020 et à établir un programme de distribution d'argent dans le cadre de la réponse de Tokyo à la pandémie de COVID-19. Il arrive à la troisième place lors de l'élection, remportant 657 277 voix, soit 10,72 % des voix.

### 49eélections à la Chambre des représentants en 2021
Lors des élections législatives de 2021, le parti Reiwa Shinsengumi est membre d'une alliance de l'opposition dans un front uni, avec le Parti démocrate constitutionnel, le Parti social-démocrate, et le Parti communiste, mettant en œuvre une plateforme électorale commune. Les partis s'accordent sur une baisse de la TVA, une augmentation des impôts sur les plus riches, une opposition à la révision de l'article 9 de la constitution, sur la fin du nucléaire civil et sur la mise en place d'une commission chargée d’enquêter sur les soupçons de corruption ayant touché les précédents dirigeants du PLD.
À l'issue du scrutin le 31 octobre 2021, Tarō Yamamoto est élu à la proportionnelle dans une circonscription à Tokyo, et le parti Reiwa Shinsengumi remporte 3 sièges, dont celui de Yamamoto, pour leur première participation,.

### 26eélections à la Chambre des conseillers en 2022
Le 15 avril 2022, il exprime son intention de démissionner de son mandat de Représentant et soumet une demande au président Hiroyuki Hosoda. Lors d'une conférence de presse tenue le même jour, il annonce qu'il se présente aux élections à la Chambre des Conseillers en juillet 2022.
La démission de Tarō Yamamoto est accordée lors de la séance plénière de la Chambre des représentants du 19 avril 2022. En conséquence, Mari Kushibuchi, l'ancienne candidat à la proportionnelle de Tokyo lors des élections de 2021, est nommée à la place de Tarō Yamamoto.
Le 20 mai, il annonce sa candidature dans la circonscription de Tokyo. Avant cette annonce, son parti soutenait la candidate transgenre Karen Yoda, mais celle-ci est déplacée comme candidate du scrutin proportionnel.
À l'issue du scrutin le 10 juillet 2022, Tarō Yamamoto est élu à la 6e position sur les six sièges à pourvoir dans la circonscription de Tokyo avec 565 925 voix (8,99%), et le parti Reiwa Shinsengumi remporte 3 sièges supplémentaires, dont celui de Yamamoto, et l'élection de Daisuke Tenbata et Dr Suidobashi à la proportionnelle.

## Filmographie
- 1995 : Kindaichi Shonen no Jikenbo (id) (The Files of Young Kindaichi) (série TV, saison 1, épisode 6)
- 1995 : Sankaku haato (feuilleton TV)
- 1996 : Seventh of July, Sunny Day (Shichi-gatsu nano ka, Hare), de Katsuyuki Motohiro
- 1996 : That's Cunning! Shijo saidai no sakusen (en), de Hiroshi Sugawara (en)
- 1997 : Hotaru no yado, de Teruhiko Kuze (TV)
- 1997 : Marutai no onna, de Jūzō Itami
- 1998 : Love Letter, d'Azuma Morisaki (en)
- 1999 : Big show! Hawaii ni utaeba, de Kazuyuki Izutsu
- 2000 : Battle Royale (Batoru rowaiaru), de Kinji Fukasaku
- 2001 : Hashire! Ichiro, de Kazuki Ōmori
- 2001 : Go, d'Isao Yukisada
- 2001 : Rain of Light (Hikari no ame), de Banmei Takahashi (en)
- 2001 : Genji: A Thousand-Year Love (Sennen no koi - Hikaru Genji monogatari), de Tonko Horikawa
- 2002 : Through the Night (Yoru o kakete), de Sujin Kim
- 2003 : Moon Child, de Takahisa Zeze
- 2003 : Get Up! (en), de Kazuyuki Izutsu
- 2003 : Shoro nagashi, de Tanaka Mitsutoshi
- 2004 : Shinsengumi! (en) (série TV)
- 2004 : Red Moon (Akai tsuki), de Yasuo Furuhata
- 2004 : A Day on the Planet (Kyô no dekigoto), d'Isao Yukisada
- 2004 : Izo, de Takashi Miike
- 2004 : Medaka, de Takao Kinoshita (série TV)
- 2005 : Saga no gabai-baachan, de Hitoshi Kurauchi
- 2005 : Princess Raccoon (Operetta tanuki goten), de Seijun Suzuki
- 2005 : Onaji tsuki wo miteiru, de Kenta Fukasaku
- 2005 : Sukûru deizu, de Kentarō Moriya
- 2006 : Regatta: Kimi to ita eien (série TV)
- 2007 : Détective Academie Q (it) (Tantei Gakuen Q) (série TV)
- 2009 : Kaiji: Jinsei gyakuten gēmu
- 2010 : Kamen Rider × Kamen Rider OOO & W Featuring Skull: Movie War Core (en) (Skull: Message for Double)
- 2011 : Far Away : Les Soldats de l'espoir